# Paul Büchtemann
Paul Büchtemann (* 21. September 1851 in Naumburg; † 5. Oktober 1914 in Berlin) war Jurist, Oberbürgermeister von Görlitz und Mitglied des Deutschen Reichstages.

## Leben
Büchtemann studierte Rechtswissenschaften an den Universitäten Berlin und Göttingen. 1873 wurde er Gerichtsreferendar in Breslau und von 1879 bis 1884 war er Richter. Zwischen 1894 und 1906 war er Oberbürgermeister von Görlitz und als solcher auch Mitglied des Preußischen Herrenhauses.
Von Juni 1910 bis 1912 war er Mitglied des Reichstages für den Wahlkreis Liegnitz 7 (Jauer, Bolkenhain) und die Fortschrittliche Volkspartei. Von 1908 bis 1912 war er auch Mitglied des Preußischen Abgeordnetenhauses.
Er wurde auf dem Städtischen Friedhof in Görlitz bestattet, und die Büchtemannstraße in Görlitz wurde nach ihm benannt.